# 藍地水塘
藍地水塘（英語：Lam Tei Reservoir），又名老虎坑水塘或藍地灌溉水塘，是香港一個一邊寬、一邊窄的漏斗形灌溉水塘，位於香港屯門虎地，嶺南大學的後山上。水塘佔地17,000 m2，儲水量有116,000 m3，最深處達20米深，位於大欖郊野公園西部邊沿，與洪水坑水塘相距不足一公里。如同洪水坑水塘，藍地水塘亦屬於大欖涌水塘的延伸。水塘的水由山上多條引水道滙集而成，雨後部分山澗更會形成瀑布，沖入水塘，再經溪澗流入村中農地供灌溉之用，最終流入屯門河並匯入青山灣。藍地水塘環境清幽，附近設有郊遊設施，亦為由康文署管理的郊遊徑屯門徑第二段若夢園段的終點。若夢園旁的彩虹欄杆是郊遊人士的打卡熱點。

## 歷史
藍地水塘於1957年3月28日由時任港督葛量洪揭幕啟用，現時水塘旁仍可見開幕紀念碑。
過去20年至少有六名嬉水小童在藍地水塘喪生，村民將藍地水塘稱為「猛鬼水塘」，流傳水塘有「鯉魚精」，專拖小童進水底淹死。

## 參看
- 香港水庫

## 外部連結
- Reservoirs of Hong Kong (3) New Territories West (in Chinese) （页面存档备份，存于）